# 스베틀리

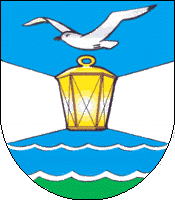
시 문장

스베틀리(러시아어: Све́тлый, 독일어: Zimmerbude, 리투아니아어: Cimerbūdė, 폴란드어: Buda)는 러시아 칼리닌그라드주 서부에 위치한 도시로, 인구는 21,745명(2002년 기준)이다. 칼리닌그라드(칼리닌그라드 주의 주도)에서 서쪽으로 30km 정도 떨어진 곳에 위치한다.
1640년 동프로이센에 침머부데(Zimmerbude)라는 어촌이 건설되었고 1945년 소비에트 연방에 병합된다. 1947년 지금과 같은 이름인 스베틀리("밝은 마을"이라는 뜻)으로 변경되었고 1955년 시로 승격되었다.